# Atlaua

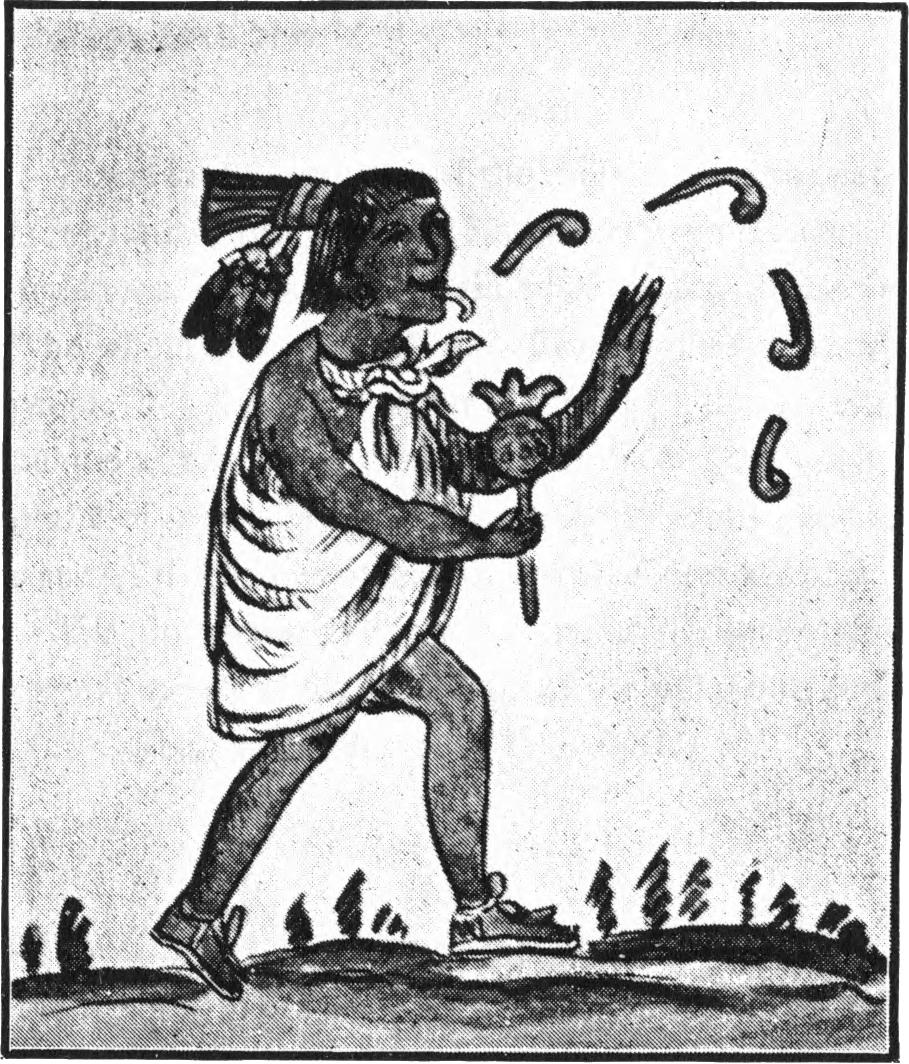
Atlaua in een illustratie uit Rig Veda Americanus, een boek uit 1890 over Amerikaanse inheemse literatuur

In de Azteekse mythologie was Atlaua of Atlahua ("god van het water") een watergod en beschermheilige van vissers en boogschieters.